# Rokietnik pospolity
Rokietnik pospolity (Pleurozium schreberi (Willd. ex Brid.) Mitt.) – gatunek mchu należący do rodziny gajnikowatych (Hylocomiaceae M. Fleisch.). W Polsce gatunek pospolity.

## Morfologia
PokrójDarnie luźne, zielone, żółtozielone i bladozielone, w stanie suchym błyszczące.
Budowa gametofituŁodyga do 15 cm wysokości, koloru czerwonego, w stanie wilgotnym czerwono przeświecająca przez liście. Gałązki proste, wyrastające przeważnie w jednej płaszczyźnie. Liście łodygowe ustawione gęsto, o dług. 2,5 mm i szerokości 1,4 mm, jajowate, łyżkowato wklęsłe, zakończone krótkim, rurkowato zwiniętym kończykiem. W górnej części liścia brzeg może być słabo ząbkowany (wystające szczyty komórek). Komórki liścia wydłużone (w stosunku 1:8-12), silnie porowane. Żebro krótkie, podwójne, koloru żółtego lub brak żebra. Liście gałązkowe podobne do łodygowych, ale mniejsze - do 1,5 mm długości.
Budowa sporofituW Polsce seta z puszką wykształcane są rzadko. Seta o długości 2,5 cm, purpurowa, gładka. Puszka wydłużona jajowata, o długości 2,5 mm, zgięta, koloru brązowego. Wieczko stożkowate, ostro zakończone.

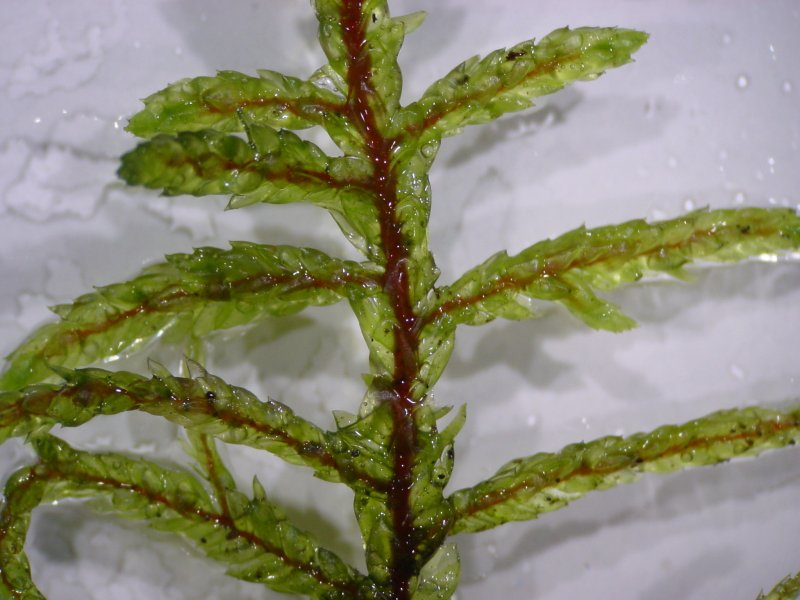
Łodyga w stanie wilgotnym czerwono prześwieca przez liście
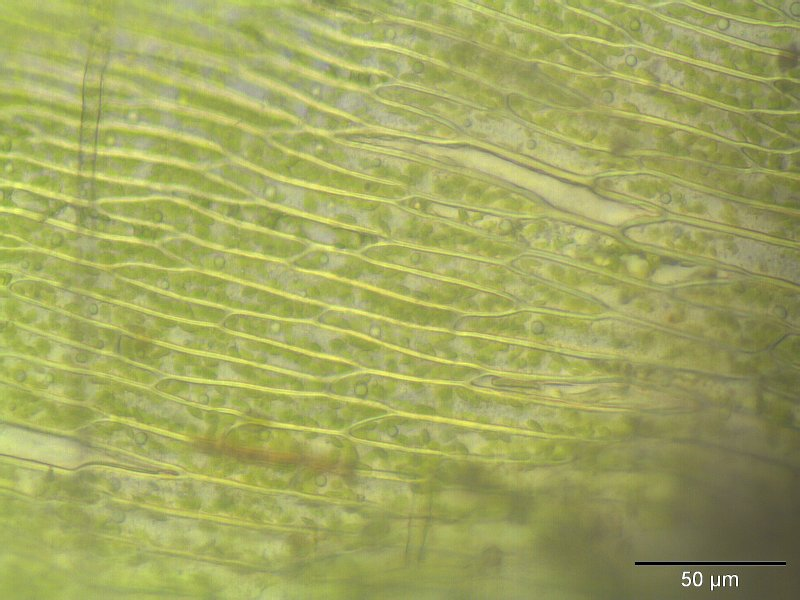
Wydłużone komórki liścia
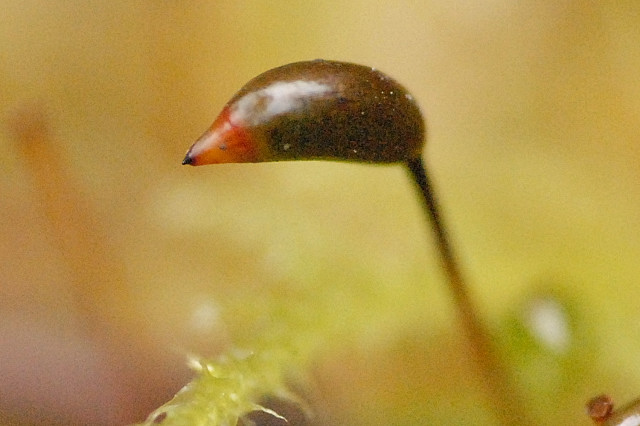
Puszka rokietnika pospolitego
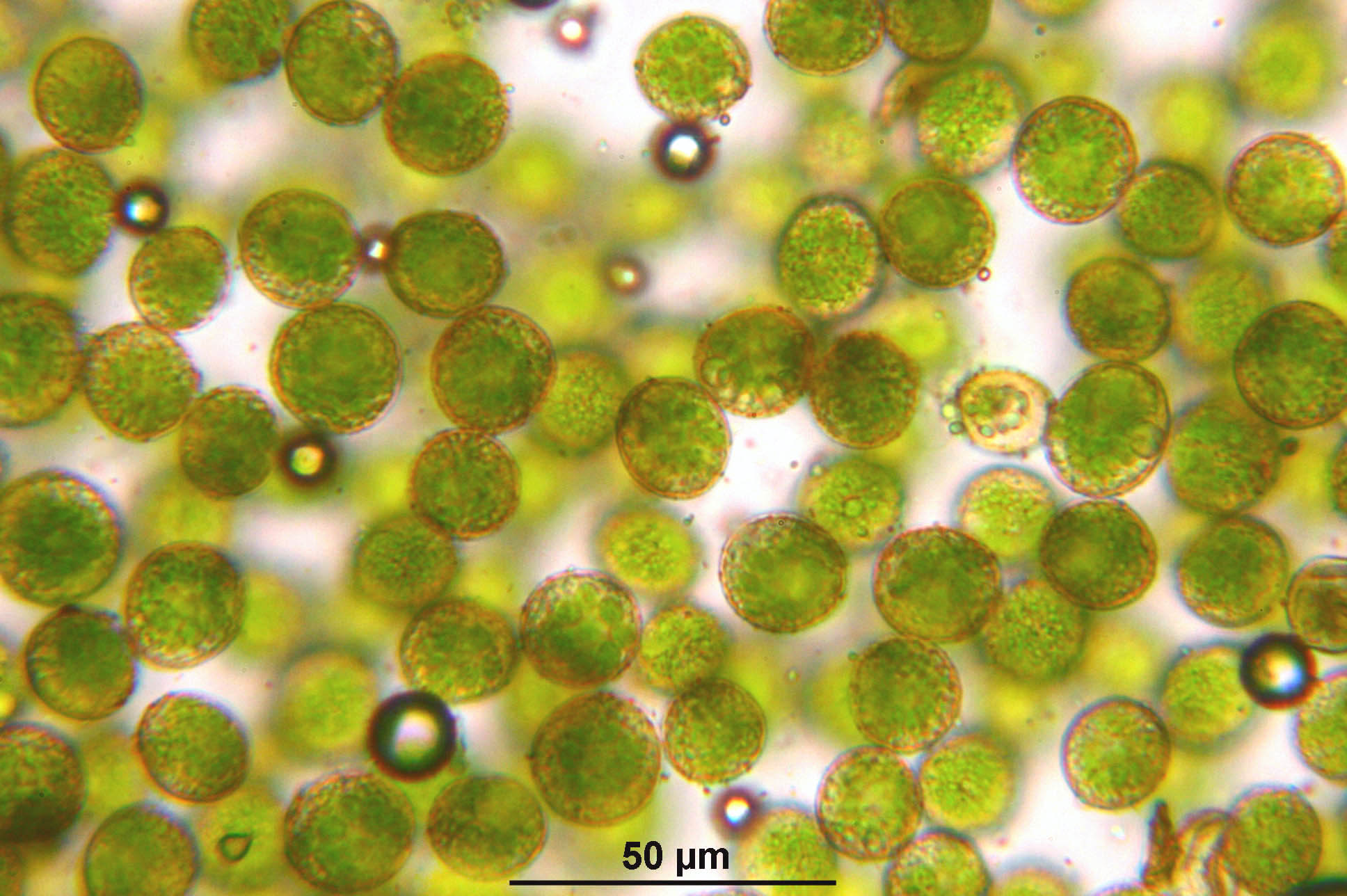
Zarodniki

## Nazewnictwo
Synonimy nazwy łacińskiej: Entodon schreberi (Willd.) Mnkm., Hypnum schreberi Willd., Hylocomium parietinum Lindb., Calliergonella schreberi Grout, Hypnopsis schreberi Podp.

## Ochrona
Roślina objęta częściową ochroną gatunkową w Polsce na podstawie Rozporządzenia Ministra Środowiska z dnia 9 października 2014 r. w sprawie ochrony gatunkowej roślin.

## Zastosowanie
Rokietnik pospolity jest wykorzystywany jako bioindykator skażeń.